# Tasman Council

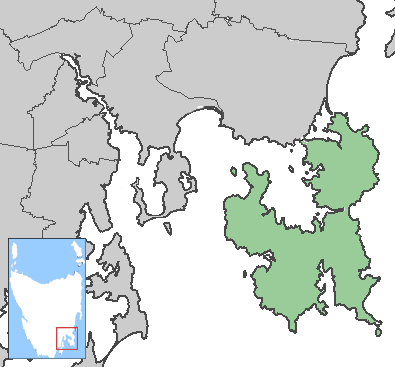
Tasman Council na mapie Tasmanii

Tasman Council – obszar samorządu lokalnego (ang. local government area) położony na wschodnim wybrzeżu Tasmanii (Australia) na dwóch półwyspach: Tasmana i Forestier. Siedziba rady samorządu zlokalizowana jest w mieście Nubeena, pozostałe ważniejsze miasta to: Port Arthur i Koonya. 
W 2009 roku obszar ten zamieszkiwało 2 374 osób. Powierzchnia samorządu wynosi 660 km².
W celu identyfikacji samorządu Australian Bureau of Statistics wprowadziło czterocyfrowy kod dla gminy Tasman – 5210.